# جسر نوف (مترو باريس)
جسر نوف (بالفرنسية: Pont Neuf)‏ هي محطة مترو تابعة لمترو باريس تقع في فرنسا في الدائرة الأولى في باريس.[بحاجة لمصدر]